# Måns Grenhagen
Måns Grenhagen (* 20. Juli 1993) ist ein schwedischer Automobilrennfahrer. Er startete 2013 in der europäischen Formel-3-Meisterschaft.

## Karriere
Grenhagen begann seine Motorsportkarriere 2006 im Kartsport, in dem er bis 2009 aktiv war. Unter anderem wurde er 2007 schwedischer Junioren ICA-Meister und 2008 schwedischer KF3-Meister. 2009 wechselte er in den Formelsport und startete in der Formel Lista junior. Mit einer Podest-Platzierung erreichte er den achten Platz in der Fahrerwertung. 2010 erhielt Grenhagen bei Jenzer Motorsport ein Cockpit für die ersten vier Veranstaltungen der Formel Abarth. Zwei vierte Plätze waren seine besten Resultate und er wurde 15. in der Meisterschaft. Darüber hinaus nahm Grenhagen an zwei Rennen der schwedischen Formel Renault teil.
Nach einer einjährigen Pause kehrte Grenhagen 2012 in den Motorsport zurück und startete für de Villota Motorsport in der European F3 Open. Bereits in der Winterserie, die vor der Saison stattfand, gewann er ein Rennen. In der regulären Meisterschaft entschied Grenhagen vier Rennen für sich und stand bei neun Rennen auf dem Podium. Als bester Pilot seines Rennstalls schloss er die Saison auf dem dritten Gesamtrang ab. 2013 wechselte Grenhagen zu Van Amersfoort Racing in die europäische Formel-3-Meisterschaft. Nach der ersten Saisonhälfte verlor er sein Cockpit. Ein zwölfter Platz war seine beste Platzierung.

## Karrierestationen
- 2006–2009: Kartsport
- 2009: Formel Lista junior (Platz 8)
- 2010: Formel Abarth (Platz 15)
- 2010: Schwedische Formel Renault
- 2012: European F3 Open, Winterserie
- 2012: European F3 Open (Platz 3)
- 2013: Europäische Formel 3